# Duetto (moneta)
Duetto è in nome usato per alcune monete italiane dal valore di due quattrini. 
Furono coniate monete di questo tipo in varie zecche della Toscana:
- a Lucca aveva l'immagine di San Pietro e fu coniata nel periodo 1465-1682.
- a Piombino fu coniata da Giovan Battista Ludovisi (1665-1699).
- a Massa di Lunigiana fu coniata da Alberico I Cybo-Malaspina Duca di Massa e Carrara (1554-1623)
- fu in uso anche a Firenze ai tempi di Pietro Leopoldo, granduca di Toscana dal 1765 al 1790, che in seguito fu Imperatore con il nome di Leopoldo II.